# Gózd (Powiat Radomski)
Gózd ist ein Dorf sowie Sitz der gleichnamigen Landgemeinde im Powiat Radomski der Woiwodschaft Masowien, Polen.

## Gemeinde
Zur Landgemeinde Gózd gehören folgende Ortschaften mit einem Schulzenamt:
Budy Niemianowskie
Czarny Lasek
Drożanki
Grzmucin
Gózd
Karszówka
Kiedrzyn
Klwatka Królewska
Kuczki-Kolonia
Kuczki-Wieś
Kłonów
Kłonówek
Lipiny
Małęczyn
Niemianowice
Piskornica
Podgóra
Wojsławice
Ein weiterer Ort der Gemeinde ist Kłonówek-Kolonia.